# Білинський Йосиф
Йо́сиф Біли́нський — український майстер-ліпник з Канева.
У 1726—1729 роках прикрасив славнозвісним ліпним орнаментом Успенську церкву в Києво-Печерській лаврі після її пожежі 1718 року. Вибагливої форми фронтони, вікна та портали були оздоблені в дусі найкращих народних традицій. В орнаменті поряд із класичними намистинками і акантом є стилізовані мотиви української флори та фауни.